# Eric Tigerstedt
Eric Magnus Campbell Tigerstedt (né le 14 août 1887 à Helsinki, mort le 20 avril 1925 à New York) est l'un des plus importants inventeurs de Finlande, au début du XXe siècle, on le nomma ainsi le « Thomas Edison de Finlande ». 

## Biographie
Il fut la première personne à expérimenter la technologie du son-sur-pellicule. C'est en voyant un spectacle des frères Lumière qu'il eut l'idée d'un cinéma sonore.
Plusieurs années plus tard, son propre film, Word and Picture, fut présenté à une assemblée de scientifiques à Berlin, en 1914. Ce fut ainsi la première diffusion mondiale réussie d'un film parlant, bien que la technique utilisée ne fut jamais commercialisée.
Ainsi, on accorda près de 71 brevets dans plusieurs pays, entre 1912 et 1924.